# Wendlingen–Ulm nagysebességű vasútvonal
A Wendlingen–Ulm nagysebességű vasútvonal egy nagysebességű vasútvonal Wendlingen és Ulm között a németországi Baden-Württemberg tartományban a Sváb-Alpokon (Schwäbische Alb) keresztül, részben az A8-as autópályával párhuzamosan. A vasút 58 km hosszú, kétvágányú, 15 kV, 16,7 Hz-cel villamosított vonal, engedélyezett sebesség 250 km/h. Keleten Neu-Ulm állomáshoz, nyugaton a Stuttgart 21 projekthez kapcsolódik. A vasútvonal része a Magistrale for Europe vonalnak, mely összeköti Párizst Budapesttel. A menetidő Wendlingen és Ulm között a korábbi 54 percről 28 percre csökken, úgy, hogy a vonatok megállnak a Stuttgarti repülőtéren is. Várható költsége az építkezésnek 2 milliárd euró, megnyitása 2022 decemberében, az új menetrend életbe lépésével történt.

## A vonal
A vasút 58 km hosszú új vonalból áll, melyből 27,1 km halad alagútban.
Műtárgyak a vonalon:
- Albvorland alagút - 8176 m
- Weilheim alagút - 225 m
- Boßler alagút - 8806 m
- Filstal híd - kb. 485 m
- Steinbühl alagút - kb. 4847 m
- Autópálya alagút - 378 m
- Widderstall-alagút - 963 m
- AS Merklingen alagút - 424 m
- Imberg-alagút - 499 m
- Albabstiegs alagút - 5940 m